# Festiwal Pol’and’Rock 2018
Festiwal Pol’and’Rock 2018 – trzeci album koncertowy zespołu Nocny Kochanek, który został wydany 6 czerwca 2019 roku przez wytwórnię Złoty Melon. Album zawiera płytę CD+DVD, a także dwie płyty gramofonowe. Utrzymany jest w stylistyce heavy metalu i power metalu.

## Lista utworów (wydanie CD+DVD)[3]

### CD
1. Intro
2. Andżeju…
3. Poniedziałek
4. Wakacyjny
5. Smoki i Gołe Baby
6. Tribjut
7. Dr O. Ngal
8. Diabeł z Piekła
9. Czarna Czerń
10. Dziewczyna z Kebabem
11. Zdrajca Metalu
12. Gaduła Jurka 1
13. Pierwszego Nie Przepijam
14. Łatwa Nie Była
15. Gaduła Jurka 2
16. Minerał Fiutta

### DVD
1. Intro
2. Andżeju…
3. Poniedziałek
4. Wakacyjny
5. Smoki i Gołe Baby
6. Tribjut
7. Dr O. Ngal
8. Diabeł z Piekła
9. Czarna Czerń
10. Dziewczyna z Kebabem
11. Zdrajca Metalu
12. Gaduła Jurka 1
13. Pierwszego Nie Przepijam
14. Łatwa Nie Była
15. Gaduła Jurka 2
16. Minerał Fiutta

#### Dodatki DVD
1. Slideshow
2. Wywiad z zespołem

## Lista utworów (dwie płyty gramofonowe)[3]

### Strona A
1. Intro
2. Andżeju…
3. Poniedziałek
4. Wakacyjny
5. Smoki i Gołe Baby

### Strona B
1. Tribjut
2. Dr O. Ngal
3. Diabeł z Piekła

### Strona C
1. Czarna Czerń
2. Dziewczyna z Kebabem
3. Zdrajca Metalu
4. Gaduła Jurka 1

### Strona D
1. Pierwszego Nie Przepijam
2. Łatwa Nie Była
3. Gaduła Jurka 2
4. Minerał Fiutta

## Twórcy
- Krzysztof Sokołowski – wokal
- Arkadiusz Cieśla – gitara
- Robert Kazanowski – gitara
- Artur Pochwała – gitara basowa
- Artur Żurek – perkusja